# Осенін Юрій Іванович
Осенін Юрій Іванович — доктор технічних наук, професор, завідувач кафедри гідрогазодинаміки Східноукраїнського національного університету імені Володимира Даля (Луганськ), проректор з наукової роботи (2003–2014) Східноукраїнського національного університету імені Володимира Даля, академік Інженерної академії України, заслужений діяч науки і техніки України.

## Освіта
Луганський машинобудівний інститут (1977), спеціальність «Локомотивобудування», кваліфікація «інженер-механік».
- ступінь кандидата технічних наук (1988), спеціальність 05.02.04 «Тертя і зношування в машинах»;
- ступінь доктора технічних наук (1994), спеціальність 05.22.07 «Рухомий склад залізниць і тяга поїздів».

## Життєпис
1952 — народився в селищі Родакове (Луганська обл.) у сім'ї залізничників.
На початку трудової діяльності працював слюсарем у локомотивному депо Родакове. Надалі вся трудова діяльність проходить у Східноукраїнському національному університеті імені Володимира Даля:
1977–1988 — молодший і згодом старший науковий співробітник галузевої науково-дослідної лабораторії «Тертя та змащування».
1988−1997 — завідувач галузевої науково-дослідної лабораторії «Тертя і мастило».
1997-дотепер — завідувач кафедри гідрогазодинаміки.
2003–2014 — проректор з наукової роботи університету.
Досвід діяльності в системі атестації науково-педагогічних кадрів: робота в спеціалізованих Вчених радах університетів України (1995–2014) по захисту кандидатських і докторських дисертацій вченим секретарем і членом ради; опонування дисертацій.
Міжнародне науково-технічне співробітництво (1984-дотепер) з компаніями в Європі (Німеччинина, Італія, Франція, Словенія).
Участь у роботі всесвітніх виставок та конференцій залізничного транспорту «INNOTRANS» (1998-дотепер) щодвароки в Німеччині. На двох з них (2000, 2004) були представлені інноваційні розробки наукової школи Осеніна Юрія Івановича.

## Відзнаки
- Почесне звання «Відмінник освіти України» (2004).
- Нагорода Міністерства науки та освіти України «Медаль за наукові досягнення» (2007).
- Академік Інженерної академії України (2008).
- Заслужений діяч науки і техніки України (2010).

## Наукова діяльність

### Напрям наукових досліджень
Теоретичний аспект: Прогнозування силових характеристик взаємодії елементів триботехнічної системи в умовах високих контактних тисків, температур, відносних швидкостей ковзання і наявності твердих частинок у площині контакту.
Прикладний аспект: Підвищення техніко-економічної ефективності дискових гальм високошвидкісних поїздів залізниць і автомобілів. Підвищення коефіцієнта зчеплення коліс локомотива і рейок.

### Визначні події
Захист дисертації на здобуття наукового ступеня кандидата технічних наук (1988) у Московському інституті нафти і газу ім. Академіка І. М. Губкіна, спеціальність 05.02.04 «Тертя і зношування в машинах». Тема: Підвищення коефіцієнту зчеплення коліс локомотива з рейками в умовах високого контактного тиску. Наукові керівники: д.т. н., проф. Н. М. Міхін (Москва) і д.т. н., проф. А. Н. Коняєв (Луганськ).
Присвоєння вченого звання старшого наукового співробітника (1990) за фахом «Тертя і зношування в машинах».
Захист дисертації на здобуття наукового ступеня доктора технічних наук (1994) у Східноукраїнському національному університеті імені Володимира Даля, спеціальність 05.22.07 «Рухомий склад залізниць і тяга поїздів». Тема: Прогнозування та керування фрикційними властивостями триботехнічної системи «колесо-рейка». Наукові консультанти: д.т. н., проф. А. Н. Коняєв (Луганськ) і д.т. н., проф. Н. М. Міхін (Москва).
Присвоєння вченого звання професора (1999) по кафедрі гідрогазодинаміки.

### Наукова школа
Наукова школа Осеніна Юрія Івановича об'єднує 10 кандидатів технічних наук і 3 аспірантів, які працюють над дисертаційними дослідженнями.

### Авторські винаходи
Винахідництво Осеніна Юрія Івановича має прикладний характер та впроваджене у виробництво: Винахід «Пристрій для поліпшення зчеплення коліс з рейками» впроваджено на тепловозах ТГМ6а, тепловозах 2ТЕ116, трамваях ЛТ10 (Патент Великої Британії № 2258640, Патент Німеччини № 4127016, Патент Франції № 9110557).

### Публікації
Осенін Юрій Іванович має понад 200 наукових праць, зокрема 6 монографій.

## Публікації: вибране
Osenin Yu. Heat abstraction from contact zone of working elements of disc brake / Yu. Osenin, I. Sosnov, O. Sergienko, I. Beloborodova // TEKA Commission of Motorization and Agriculture. — Lublin: Polska Akademia nauk Oddzial w Lubline, 2014. — Vol. XIVB. — P. 126–131.
Osenin Yu. Influence of forced cooling of the frictional elements of the
disk brake on the braking efficiency / Yu. I. Osenin; I. Sosnov, O. Sergienko, I. Biloborodova // TEKA Commission of Motorization and Power Industry in Agriculture. — Lublin: Polska Akademia nauk Oddzial w Lubline, 2011. — Vol. XI. — Р. 261–266.
Осенин Ю. И. Моделирование системы охлаждения дискового тормоза локомотива / Ю. И. Осенин, И. И. Соснов, И. М. Белобородова // Весник Восточноукр. нац. ун-та им. В. Даля. — 2010. — № 3. — С. 292–306.
Osenin Yu. Accuracy increase of positioning of pneumatik drives for mechanical systems / Yu. Osenin, V. Remen // TEKA Commission of Motorization and Agriculture. — Lublin: Polska Akademia nauk Oddzial w Lubline, 2010. — Vol. XВ. — P. 95-99.
Osenin Yu. An influence of geometrical characteristics of frictional elements on the effectiveness of disk brake / Yu. Osenin, I. Sosnov, O. Sergienko // TEKA Commission of Motorization and Agriculture. — Lublin: Polska Akademia nauk Oddzial w Lubline, 2009. — Vol. IX. — P. 285–289.
Осенин Ю. И. Применение эффекта Доплера для предотвращения столкновений железнодорожных составов / Ю. И. Осенин, В. А. Войтенко // Праці Луганського відділення Міжнародної Академії інформатизації. — 2004. — № 2. — С. 147–150.
Осенин Ю. И. Математическая модель процесса абразивного изнашивания пары трения колесо-рельс в условиях высоких контактных давлений / Ю. И. Осенин, И. И. Соснов // Вісн. Східноукр. нац. ун-та. — 2002. — № 6 (52). — С. 113–119.
Осенин Ю. И. Пескоподающая система рельсового тягового подвижного состава / Ю. И. Осенин, А. Н. Коняев, А. Л. Голубенко, И. А. Шведчикова // Вестник НИИ железнодор. транспорта. — 1998. — № 2. — С. 42-45.
Осенин Ю. И. Фрикционное взаимодействие
колеса с рельсом: [монография] / Ю. И. Осенин, Д. Н. Марченко, И. А. Шведчикова. — Луганск: Восточноукр. гос. ун-т, 1997. — 225 с.
Осенин Ю. И. Прогнозирование и управление
характеристиками сцепления колеса с рельсом: [монография]. — К.: [ВИПОЛ], 1993. — 100 с.
Осенин Ю. И. Влияние напряженного
состояния области контакта твёрдых тел на параметры шероховатости и
волнистости их поверхностей / Ю. И. Осенин, Н. М. Михин // Проблемы трения и
изнашивания: респ. межвед. науч.-техн. сб. — К.: Техника, 1988. — Вып. 34. — С. 48-50.

## Особистість
Осенін Юрій Іванович успішно знаходить та методично обґрунтовує науково-технічні рішення, що узгоджуються з основними тенденціям розвитку науки і техніки, відрізняються високим інноваційним рівнем тощо.
Юрій Іванович  — креатор  у прийнятті науково-технічних рішень, має високу працездатність та організаторські здібності, наполегливий у досягненні поставленої мети, комунікабельний, має достатнє почуття субординації.